# Moordorf (Ostfriesland)
Moordorf ist seit der Gemeindegebietsreform von 1972 der größte Ortsteil der Gemeinde Südbrookmerland im Landkreis Aurich in Ostfriesland. Der Ort hat 6361 Einwohner (Stand: 1. Juli 2012) und liegt auf einer Höhe von etwa 3 m ü. NN. Ursprünglich war Moordorf ein Straßendorf, entwickelte sich jedoch durch die Ausweisung neuer Baugebiete zu einer Streusiedlung.

## Geografie

### Geografische Lage und Naturraum
Moordorf liegt im Osten der Gemeinde Südbrookmerland beidseitig der B 72. Der Verwaltungssitz der Gemeinde, Victorbur, befindet sich etwa drei Kilometer nordwestlich des Dorfes. Unmittelbar angrenzende Ortschaften im Uhrzeigersinn, beginnend im Nordosten: Georgsfeld, Walle, Extum (alle Stadt Aurich), Theene und Victorbur (alle Gemeinde Südbrookmerland).
Der Ort liegt etwa sechs Kilometer westlich der Stadt Aurich und 18 Kilometer nordöstlich der Stadt Emden. Er entstand entlang eines alten Handels- und Postweges von Aurich nach Marienhafe am so genannten Schwarzen Weg inmitten des ehemaligen großen Hochmoorkomplexes des Münkeboe-Tannenhauser Moores. Dieser erstreckte sich noch bis in das 18. Jahrhundert nordwestlich von Aurich. Die ersten Siedler erschlossen das Moorgebiet durch Brandrodung mit anschließendem Anbau von Buchweizen sowie Viehhaltung. Inzwischen ist das Moor nahezu vollständig abgetragen worden. Im Ort selbst gibt es heute kein Hochmoor mehr. Reste dieses Moores haben sich unmittelbar an der Ortsgrenze erhalten, zählen aber zum Ortsteil Victorbur.
Der Ort ist heute von vielen Gräben durchzogen, die alle in den Abelitz-Moordorf-Kanal und den Ringkanal münden. Dieses Entwässerungssystem erbaute man jedoch erst am Ende des 19. Jahrhunderts in den Jahren 1870–1877. Zuvor hatten die Bewohner große Problem mit dem Wasser des Hochmoores, das von Norden ungehindert auf die Felder und in den Ort drückte, was die landwirtschaftliche Nutzung der minderwertigen Böden schwierig machte.

### Klima

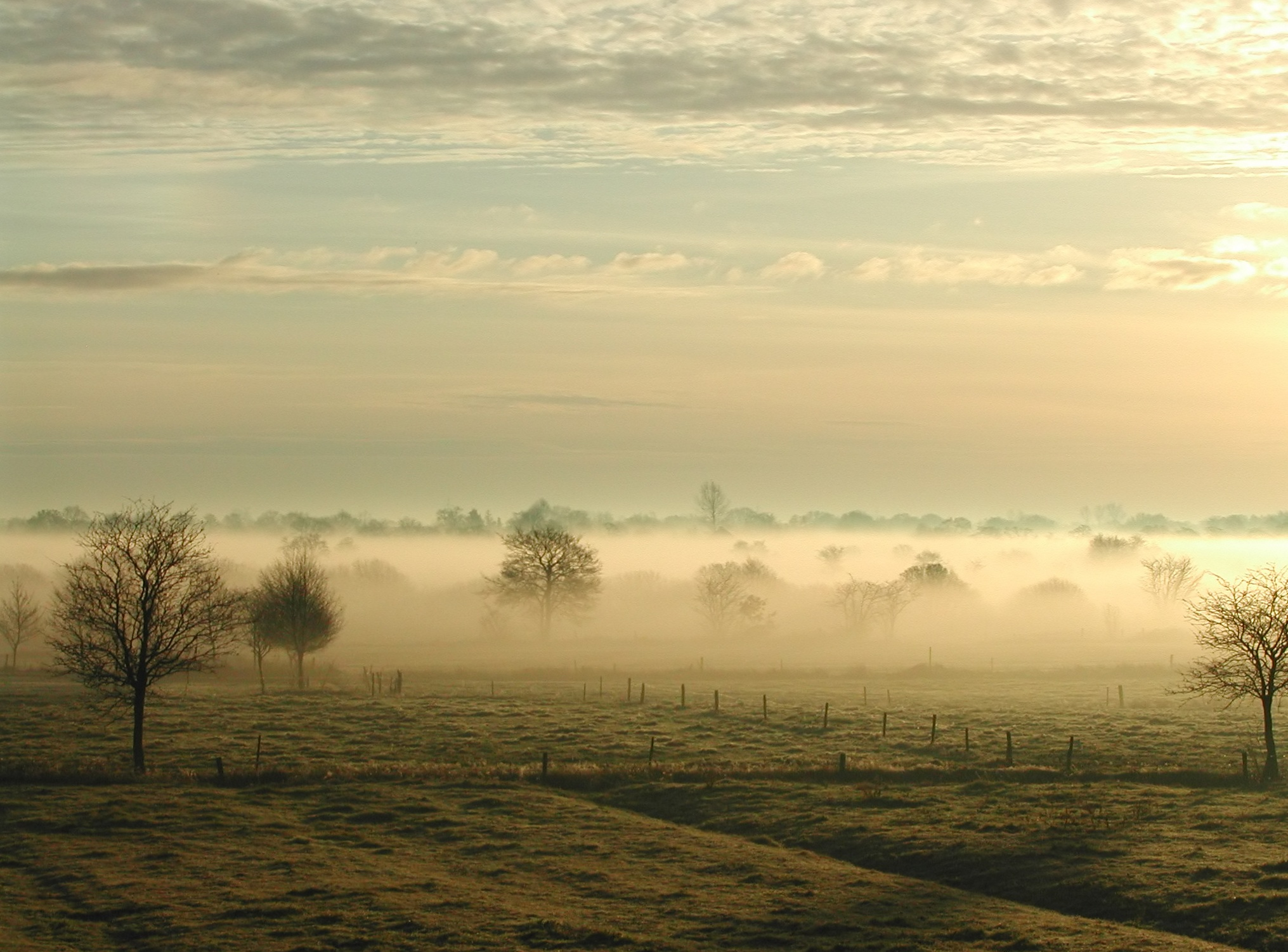
Bodennebel in Moordorf

Moordorf liegt in der gemäßigten Klimazone. Das Gemeindegebiet steht hauptsächlich im direkten Einfluss der Nordsee. Im Sommer sind die Tagestemperaturen tiefer, im Winter häufig höher als im weiteren Inland. Das Klima ist insgesamt von der mitteleuropäischen Westwindzone geprägt.
Nach der effektiven Klimaklassifikation von Köppen befindet sich Norden in der Einteilung Cfb.
- Klimazone C: Warm-Gemäßigtes Klima
- Klimatyp Cf: Feucht-Gemäßigtes Klima
- Klimauntertyp b: warme Sommer

Die nächstgelegene Wetterstation befindet sich in Aurich (siehe dort für weitere Informationen).

## Geschichte

### Die Goldscheibe von Moordorf aus der Bronzezeit

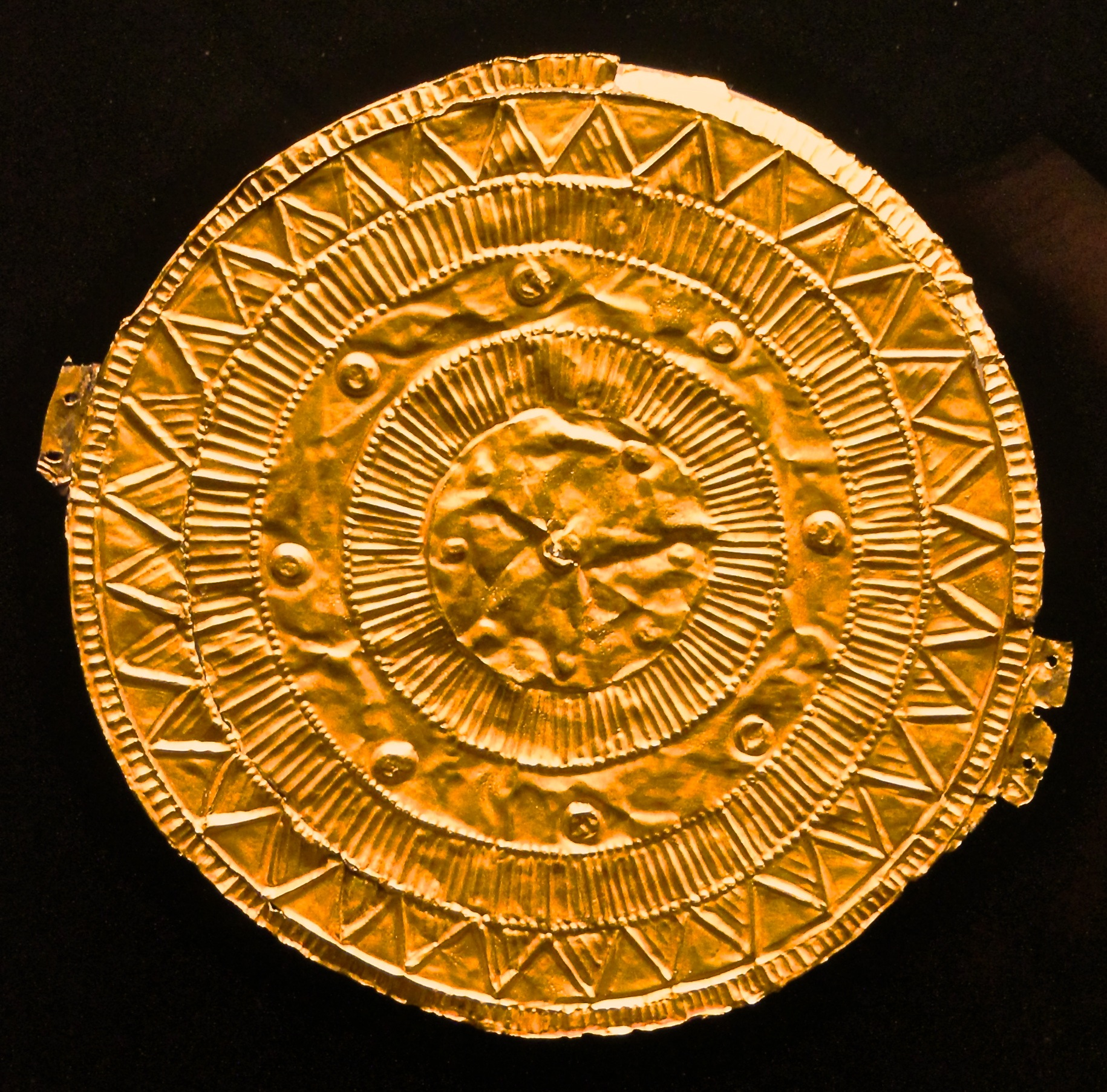
Die Goldscheibe von Moordorf

Die Anwesenheit von Menschen auf dem Gebiet des Ortes lässt sich erstmals für die Nordische Bronzezeit belegen. Eine dauerhafte Besiedlung der Moorflächen setzte jedoch nicht ein. Die Goldscheibe von Moordorf, auch Sonnenscheibe genannt, ist eine Skulptur, die in die zweite Periode der Bronzezeit (etwa 1500 bis 1300 v. Chr.) datiert wird. Ein Bewohner Moordorfs entdeckte sie 1910 beim Torfgraben. Heute gehört die Skulptur zum Bestand des Niedersächsischen Landesmuseums in Hannover. In den vergangenen Jahren kamen Zweifel daran auf, dass die Goldscheibe tatsächlich aus der Bronzezeit stamme. Während sich Archäologen weitgehend sicher sind, führten Naturwissenschaftler an, dass das Material der Scheibe typisch für Gold aus dem 20. Jahrhundert sei. Abschließend geklärt wurde die Sache bis heute nicht. Die Goldscheibe von Moordorf ist Teil des Wappens der Gemeinde Südbrookmerland.

### Von der Moorkolonisation bis 1933

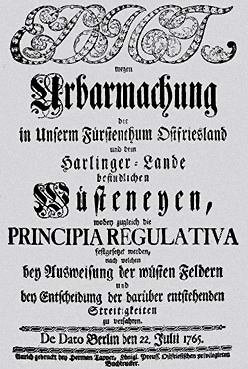
Urbarmachungsedikt von 1765

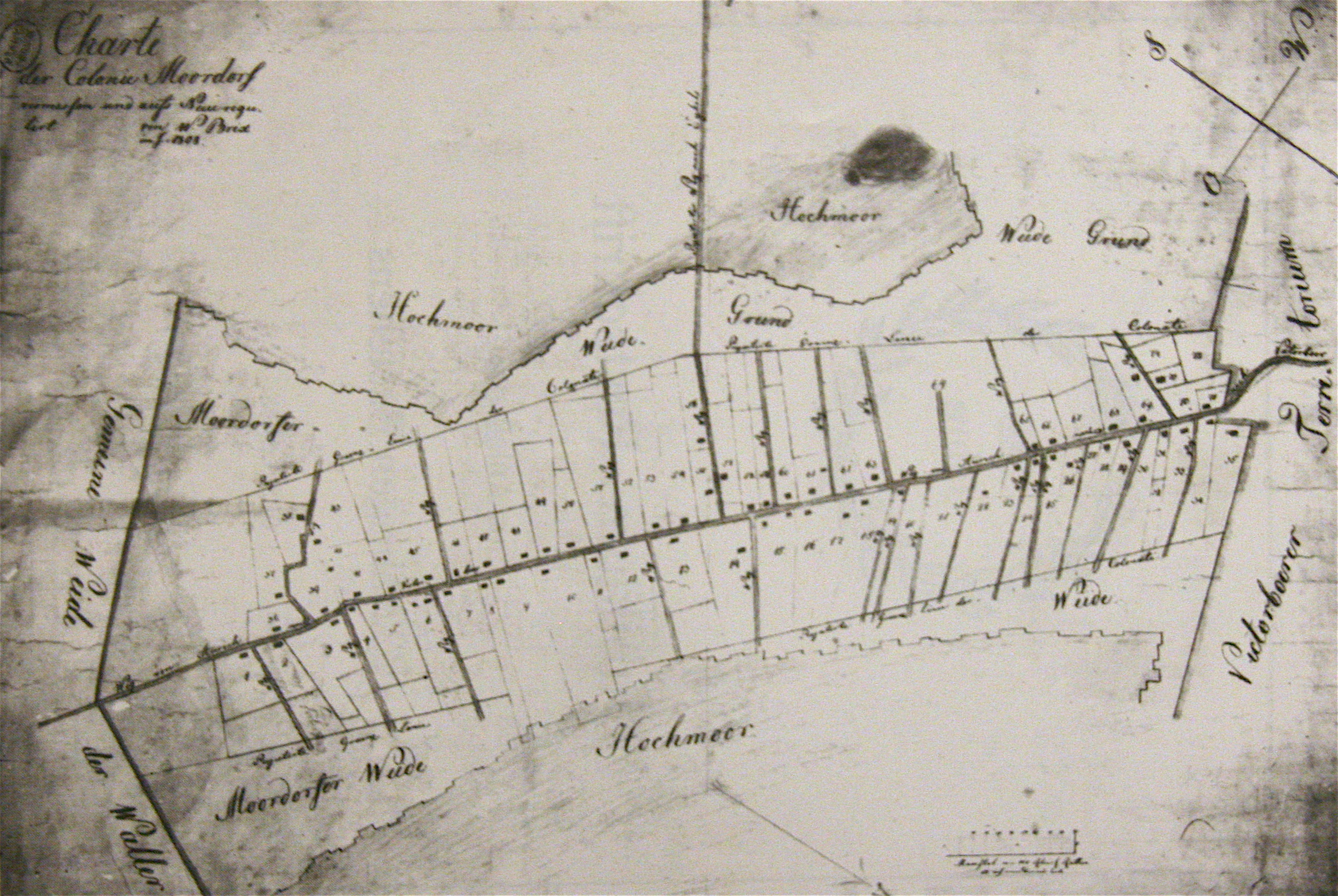
Plan von Moordorf aus dem Jahr 1808

Nach dem Erlass des Urbarmachungsediktes durch König Friedrich II., der 1744 die Herrschaft über Ostfriesland angetreten hatte, begann 1767 in der Südbrookmer Vogtei die Besiedlung von Moordorf. Die preußische Verwaltung teilte die wüsten unbebauten Heidefelder und Moore auf und vergab sie zwecks Kultivierung an Siedlungswillige. Im Gegensatz zu anderen Projekten der Binnenkolonisation der Preußen geschah die Besiedelung in Moordorf sehr unvorbereitet. Während etwa in den Fehnsiedlungen die Gründer durch die Anlage von Kanälen für eine Entwässerung sorgten und damit eine wichtige Voraussetzung für eine zügige Kultivierung schufen, überließ die preußische Verwaltung die ersten Siedler in Moordorf ihrem Schicksal.
Auch für die Auswahl der Siedler zeigten die staatlichen Stellen kein großes Interesse. Unter den ersten Kolonisten fanden sich viele mittellose Tagelöhner oder Heuerleute aus dem Umland, die der dortigen Überbevölkerung zu entkommen versuchten. Die Mehrheit der Siedler (70 Prozent) stammte aus Ostfriesland, die anderen aus den Provinzen Oldenburg und Hannover sowie dem übrigen Deutschland. Hinzu kamen ausgediente Soldaten aus dem Heer des Königs, von denen nur zwei dauerhaft in Moordorf verblieben. Die Preußen lockten sie mit der Hoffnung auf eine eigene Landstelle nach Moordorf.
Die ersten Siedler erhielten Grundstücke von 50 Ruten Breite (etwa 188 m) entlang des sogenannten Schwarzen Weges, einem Teilstück der von Aurich nach Norden führenden Heerstraße, zugewiesen. Diese sollten sie in Richtung Moor verbreitern. Durchschnittlich waren die Kolonate zwischen 2 und 6 Diemat (etwa zwischen 11.400 und 34.200 m²) groß. Damit waren die Parzellen viel zu klein, um die Siedler zu ernähren.
Hinzu kam, dass der unergiebige Boden durch die Moorbrandkultur schnell erschöpft war. So konnte die Bewohner die Erbpacht häufig nicht mehr zahlen. Viele Kolonisten versanken in Armut. Als Hauptursachen des Elends gelten die weitgehend planlose Besiedlung ohne staatliche Kontrolle, die viel zu kleinen Kolonate, der Mangel an Infrastrukturmaßnahmen, wie die Anlage von Kanälen im Moor (siehe auch Fehnsiedlungen), die fehlende Siedlerauswahl und der unaufhörliche Zustrom mittelloser Siedler. Dennoch war die innere Kolonisation des moorreichen Ostfrieslands im 18./19. Jahrhundert ein lohnendes Projekt des preußischen Staates. Die jährlichen Einnahmen beliefen sich in den sechziger Jahren des 19. Jahrhunderts auf stattliche 200.000 Taler bei nur geringen Investitionen. So vergab die Verwaltung weiterhin Kolonate in Moordorf. Dazu kam die wilde Besiedlung und die häufig praktizierte Teilung der ohnehin schon zu kleinen Grundstücke. Infolge von Geburtenüberschüssen und der nicht nachlassenden Zuwanderung nahm die Bevölkerung schnell sehr stark zu. Moordorf gehörte so zu den bevölkerungsreichsten Moorkolonien in Ostfriesland, war aber gleichzeitig deren ärmste. Die Verfasser einer Untersuchung aus dem Jahre 1869 stuften 49 Prozent der Einwohner als arm ein. Durchschnittlich lag diese Zahl in den Moorkolonien bei acht Prozent.

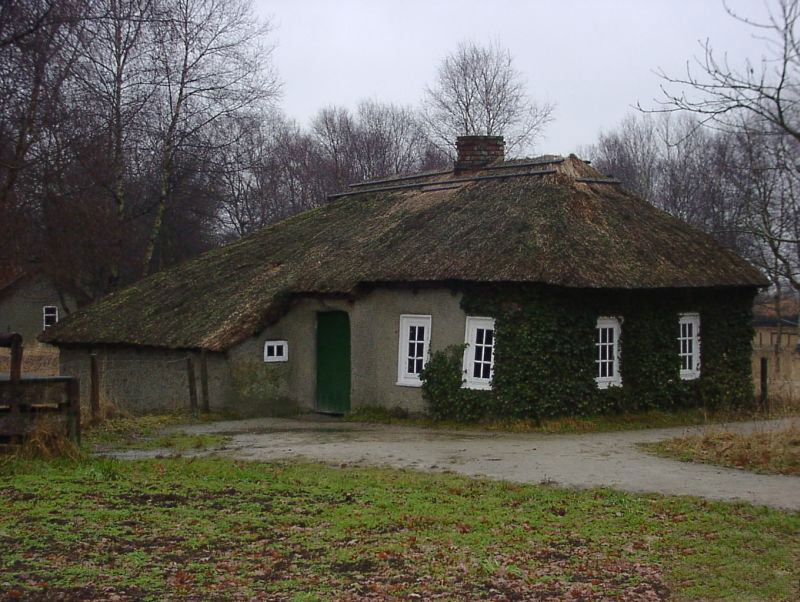
Lehmhütte im Moormuseum Moordorf

In Moordorf spitzte sich die soziale Situation weiter zu. Der Ort gehörte zu den kinderreichsten und gleichzeitig ärmsten Dörfern Deutschlands. Die Siedler lebten in armseligen Lehmkaten, die oftmals aus nur zwei Räumen bestanden: einem Wohnraum und einem Stall. In diesen Hütten übernachteten nicht selten drei bis vier Kinder in einem Bett. Die große Armut des Ortes drückte sich auch in der Bekleidung aus, sodass die Moordorfer sofort erkennbar waren. Bis weit in den Herbst liefen die Kinder barfuß herum, und das, obwohl es im Moor wesentlich früher als in anderen Landstrichen friert. An schulische Bildung war bei den meisten Kindern nicht zu denken. Sie mussten schon früh zum Lebensunterhalt der Familien beitragen. Die Jungen und Mädchen landeten vielfach als Knechte oder Mägde beim Bauern, mussten bei den Eltern mitarbeiten oder betteln.
Die große Armut und die dadurch auftretenden Begleiterscheinungen, wie das Betteln und der Verkauf von selbstgeflochtenen Weidekörben und Trödel, führten zu vielen Gerüchten, welche von Historikern längst widerlegt sind. So hieß es lange Zeit, der Ort sei von Zigeunern – seinerzeit ein Schimpfwort – besiedelt worden oder eine Strafkolonie gewesen.
Die große Auswanderungswelle in der zweiten Hälfte des 19. Jahrhunderts erfasste auch Moordorf. Mindestens 35 Personen verließen den Ort und suchten ihr Glück in den Vereinigten Staaten von Amerika. Dass dies nicht immer freiwillig geschah, lässt sich für Moordorf in mindestens einem Fall belegen, in dem eine unerwünschte Person von der Armenverwaltung abgeschoben wurde.
Erst gegen Ende des 19. Jahrhunderts wurde begonnen, die Moorflächen im Ort zu entwässern. 1870 bis 1877 wurde dafür der 19,1 Kilometer lange Abelitz-Moordorf-Kanal angelegt, der von 1886 bis 1894 noch einmal vertieft wurde. 1885 wurde zudem noch der Ringkanal ausgehoben, der in Münkeboe beginnt und im Süden in den Ems-Jade-Kanal einmündet.
1883 wurde Moordorf über die Bahnstrecke Abelitz–Aurich an das Schienennetz angeschlossen. Diese entstand als Zweigstrecke der Küstenbahn (heute Bahnstrecke Rheine–Norddeich Mole), um die damalige Provinzhauptstadt Aurich nicht ohne Bahnanschluss zu lassen. Im Jahre 1914 musste die Kirchengemeinde eine der beiden Glocken zum Einschmelzen für Rüstungszwecke abgeben.
In der Weimarer Republik gehörte Moordorf zu den Hochburgen der Kommunisten, die bei den Reichs- und Landtagswahlen über die Hälfte der Stimmen erhielten. 1928 entfielen bei den Wahlen zum Preußischen Landtag 59 Prozent der Stimmen auf die KPD. Abgesehen von Emden war in Moordorf das aktivste und kämpferischste Potential der radikalen Linken in Ostfriesland konzentriert. Der KPD-Ortsverband von Moordorf war der zweitgrößte in Ostfriesland nach Emden. Bei den Reichstagswahlen am 6. November 1932 erhielt die KPD 48 Prozent der Stimmen im Ort.

### Zeit des Nationalsozialismus
Bei den Wahlen zum Gemeinderat am 12. März 1933 erhielt die KPD nochmals fünf von zwölf Sitzen, und der Vorsitzende der KPD-Ortsgruppe in Moordorf, Albert Meyer, wurde in den Kreistag gewählt. Ihre Mandate konnten die Abgeordneten jedoch nicht wahrnehmen. Das Protokoll der Gemeinderatssitzung vom 31. März 1933 vermerkt dazu: „Es wird bekanntgegeben, daß Mitglieder der K.P.D. nicht eingeladen werden dürfen.“
Vor der Machtübergabe hatte die NSDAP in Moordorf zwei Mitglieder. Bis Ende 1933 traten etwa 50 ein. Bis 1938 hatte die NSDAP-Ortsgruppe 115 Mitglieder, was einem Anteil von unter 10 Prozent der Dorfbevölkerung entsprach. Der langjährige Bürgermeister trat der Partei erst 1937 bei. So hatte der Ort nach 1933 für vier Jahre einen parteilosen Amtsträger an seiner Spitze.
Im Jahr 1934 wurden 24 Kommunisten verhaftet und 1937 noch einmal zehn ins Konzentrationslager eingeliefert. Im selben Jahr wurde in Moordorf im Gemeindehaus (dem früheren Armenhaus) ein Lager des nationalsozialistischen weiblichen Arbeitsdienstes eingerichtet, das erste Lager im Kreis Aurich (später RAD-Lager 8/81).
1934 wurde Moordorf an das Stromnetz der AG Ostfriesland/Oldenburg angeschlossen.  Die soziale Situation blieb weiter schlecht. Laut einer Erhebung aus dem Jahre 1935 gab es in Moordorf 406 bewohnte Häuser (darunter 17 Notwohnungen). 273 Familien hatten jeweils nur einen Raum zur Verfügung. Die Nationalsozialisten planten, die 100 ärmsten, nicht „bauerfähigen“ Familien in neu kultivierte Moorgebiete umzusiedeln. Ihre Häuser wollten sie anschließend abreißen lassen und die Grundstücke an Siedler „guten Willens“ vergeben. Um diese Politik durchsetzen zu können, kam die nationalsozialistische Propagandamaschinerie zum Einsatz. Bereits 1935 veröffentlichte Horst Rechenbach, ein enger Mitarbeiter des Reichsbauernführers Walther Darré und Vertreter radikaler rassenhygienischer Vorstellungen, einen Aufsatz, in dem er Moordorf als „eine Landplage, die die ganze Umgebung verpestet“ bezeichnet. Weiter heißt es, dieser „Schandfleck“ sei „nur durch eine eingehende erbbiologische Bestandsaufnahme[…] zu beseitigen“. Diese „Untersuchung“ wurde dann in den Jahren 1935/1936 von Rechenbach selbst durchgeführt. Er erstellte Statistiken über Alkoholismus, Kriminalität, Schwachsinn und Verschuldung und kam er zu dem Ergebnis, dass von den 521 Familien nur 9,8 Prozent „erbbiologisch“ gut seien, 20,4 Prozent durchschnittlich, 16,1 Prozent bedenklich und 53,7 Prozent abzulehnen. Nur ein Drittel seiner Bewohner sei als Bauern tauglich. Rechenbach resümiert, „dass es sich hier um das Beispiel einer völlig verfehlt angelegten ländlichen Siedlung handelt. […] Es waren […] asoziale Elemente des eigenen Volkes.“
In der Folgezeit gab es verschiedene Ansätze, das „Problem Moordorf“ zu lösen. 1937 wurde das Gesundheitsamt Aurich beauftragt, daran mitzuwirken. Es ließ daraufhin von dem Hilfsarzt Arend Lang eine „Denkschrift“ über die „Lösung des Asozialen-Problems durch das Gesetz zur Verhütung erbkranken Nachwuchses“ erstellen. Unter Anwendung dieses Gesetzes wurden auch Bewohnerinnen und Bewohner Moordorfs zwangssterilisiert.
Zudem gab es – nicht realisierte – Planungen, so genannte „minderwertige Familien“ in industriellen Gegenden als Arbeiter unterzubringen oder in den Osten umzusiedeln.
Ein aus Aurich stammender Mediziner reichte 1940 an der medizinischen Fakultät der Universität Hamburg eine Dissertation über das Thema „Erblichkeit der Asozialität“ am Beispiel Moordorfs ein und kam zum Schluss, dass „Asozialität in erster Linie anlagegebunden“ und damit erblich sei. Im Schlusswort sprach sich der Autor dafür aus, Asoziale der Zwangssterilisation zuzuführen.
Da sowohl die Rechenbach-Studie als auch die „Denkschrift“ des Gesundheitsamtsmediziners Lang nicht dazu führten, dass die Moordorfer Sterilisationszahlen signifikant anstiegen, kam es im Februar 1939 in Aurich zu einer Sitzung mit hochrangigen Gesundheitsbürokraten und Juristen. Thema: „Erfassung des Asozialen durch das Gesetz zur Verhütung erbkranken Nachwuchses“ am Beispiel der „Asozialen-Kolonie Moordorf“. Teilnehmer waren u. a. – neben dem Auricher Regierungspräsidenten – aus der Reichshauptstadt Berlin die beiden Mediziner Herbert Linden und Robert Ritter.
Linden war Ministerialrat im Reichsinnenministerium und später einer der Organisatoren der Anstaltsmorde der Aktion T4, Ritter, der die „Rassenhygienische Forschungsstelle|Rassenhygienische und Bevölkerungsbiologischen Forschungsstelle im Reichsgesundheitsamt“ leitete, als „Zigeunerforscher“ mitverantwortlich für den Völkermord an Sinti und Roma.
Linden und Ritter nahmen vermutlich deshalb an der Auricher Sitzung teil, weil es hier um ein grundsätzliches „Problem“ der Sterilisationspraxis ging. So lehnten manche Erbgesundheitsgerichte (wie im Fall Moordorf das Auricher Erbgesundheitsgericht) Anträge auf Sterilisation allein Gründen von „Asozialität“ wegen fehlender gesetzlicher Grundlagen ab. Trotz des in Aurich formulierten Ziels, das Moordorfer „Problem zu Ende zu bringen“, blieb die Zahl der Zwangssterilisationen in dem Ort mit mutmaßlich 26 Fällen von 1934 bis 1943 überschaubar. Grund war der wenige Monate später beginnende Zweite Weltkrieg, der reichsweit einen starken Rückgang der Zwangssterilisationen zur Folge hatte.
Während des Krieges gab es an der Ekelser Straße (etwa dort, wo sich heute der Marktplatz befindet) ein Kriegsgefangenenlager (AK 272 des Stalag X C). Dort kamen später ausgebombte Bürger der Stadt Emden unter.
Zwischen 1933 und 1945 waren 70 bis 80 Dorfbewohner Verfolgungsmaßnahmen ausgesetzt. Dabei starb ein Moordorfer im Gefängnis, sieben oder acht in Konzentrationslagern, mehrere kamen in Strafbataillonen ums Leben. Im Krieg fielen 234 Moordorfer oder gelten als vermisst. Insgesamt verlor etwa jeder dritte Mann aus dem Ort sein Leben.

### Nachkriegsentwicklung
Nach 1945 diente das Barackenlager noch lange Zeit als Notunterkunft. Dort waren zudem 121 Flüchtlinge notdürftig untergebracht. Ihr Anteil an der Gesamtbevölkerung des Dorfes lag bei rund vier Prozent, weit unter dem Durchschnitt in Ostfriesland. Dies ist unter anderem darauf zurückzuführen, dass die damalige Gemeinde Moordorf auch nach dem Krieg zu den ärmsten in Niedersachsen gehörte. Die politischen Verhältnisse stabilisierten sich nur zögerlich. In den Jahren von 1946 bis 1959 hatte der Ort 12 Bürgermeister, ehe Richard Lüken das Amt antrat und bis zur Auflösung der Gemeinde innehatte. Danach war Lüken erster Bürgermeister der Gemeinde Südbrookmerland.
Einen entscheidenden Entwicklungsschub erfuhr der Ort mit der Errichtung des Volkswagenwerkes in Emden 1964, in dem in den 1970er Jahren mehr als ein Viertel der Bevölkerung Beschäftigung fand. Durch den Wandel zu einer Arbeitersiedlung besserte sich allmählich auch der Lebensstandard in Moordorf. So wurden die letzten Lehmhütten in den 1960er Jahren abgerissen oder mit Klinkersteinen ummauert.
In den folgenden Jahren entwickelte sich der Ort zum stärksten Wirtschaftszentrum der 1972 gebildeten Gemeinde Südbrookmerland. 1989 feierte der Ort den 222. Jahrestag seines Bestehens. Der 1996 errichtete Marktplatz, um den sich viele Geschäfte und Firmen ansiedelten, hat sich inzwischen zum Mittelpunkt des Dorfgeschehens entwickelt.

### Entwicklung des Ortsnamens
Zu Beginn der Besiedelung wurde der Ort nach einem alten Handels- und Postweg, der von Marienhafe nach Aurich führte, als Kolonie am Schwarzen Weg benannt. Bedingt durch die Lage im Moor setzte sich schon ab 1771 der Name Mohrdorff, später Moordorf, durch.

### Einwohnerentwicklung
Durch die Ausweisung neuer Baugebiete stieg die Bevölkerung seit den 1990er Jahren stark an. Heute leben in Moordorf 6361 Einwohner (Angaben vom 1. Juli 2012).
| Jahr | Einwohnerzahl |
| ---- | ------------- |
| 1786 | 164           |
| 1801 | 254           |
| 1848 | 549           |
| 1869 | 787           |
| 1885 | 890           |
| 1905 | 1296          |
| 1935 | 2553          |
| 1946 | 2759          |
| 1950 | 2948          |

| Jahr | Einwohnerzahl |
| ---- | ------------- |
| 1956 | 3161          |
| 1960 | 3418          |
| 1961 | 3427          |
| 1970 | 4064          |
| 2005 | 6376          |
| 2008 | 6436          |
| 2012 | 6361          |
| 2021 | 6246          |
| 0    |               |

## Politik
Seit der Gemeindegebietsreform von 1972 ist Moordorf der bevölkerungsreichste Ortsteil der Gemeinde Südbrookmerland. Ortsvorsteher ist Stefan Kleinert (SPD).

### Politische Entwicklung
Lag früher der Schwerpunkt bei den Wahlen bei der KPD, entwickelte sich Moordorf nach dem Zweiten Weltkrieg zu einer Hochburg der SPD. Schon bei der ersten Bundestagswahl im Jahre 1949 wurde die SPD mit fast 30 Prozent Wahlsieger (SPD: 29,4 Prozent; KPD: 25,4 Prozent; CDU: 13,5 Prozent; DP: 8,7 Prozent; FDP: 8,2 Prozent; DRP: 6,3 Prozent). In den nächsten Jahren konnte die SPD ihren Stimmanteil weiter ausbauen. In den 1990er Jahren erzielte die SPD Ergebnisse um die 70 Prozent. 2005 erhielt die SPD bei den Bundestagswahlen 69,0 Prozent (CDU: 14,2 Prozent; Grüne 4,1 Prozent; FDP 4,8 Prozent; Die Linke: 5,3 Prozent, NPD: 1,9 Prozent).

### Wappen
Ein eigenes Wappen hat die ehemalige Gemeinde Moordorf vor der Gemeindegebietsreform nicht geführt.

### Gemeindevorsteher, Bürgermeister und Ortsvorsteher

#### Gemeindevorsteher und Bürgermeister
| Amtsperiode | Gemeindevorsteher/Bürgermeister |
| ----------- | ------------------------------- |
| 1872–1878   | Gemeindevorsteher J. Dannholz   |
| 1878–1884   | Gemeindevorsteher Rieken        |
| 1884–1902   | Gemeindevorsteher Fisser        |
| 1902–1905   | Gemeindevorsteher Ebeling       |
| 1905–1919   | Gemeindevorsteher Klüver        |
| 1919–1922   | Gemeindevorsteher Apkes         |
| 1922–1934   | Gemeindevorsteher Debelts       |
| 1934–1946   | Bürgermeister Debelts           |
| 1946–1947   | Bürgermeister Werner Behrmann   |
| 1947        | Bürgermeister Friede Schweerke  |
| 1947–1948   | Bürgermeister Gerd Dirksen      |
| 1948–1950   | Bürgermeister Kurt Ritter       |
| 1950–1951   | Bürgermeister Bernhard Janssen  |
| 1951–1952   | Bürgermeister Anton Janssen     |
| 1952        | Bürgermeister Detmer Kruse      |
| 1952–1955   | Bürgermeister Christoph Meyer   |
| 1955–1958   | Bürgermeister Dettmer Kruse     |
| 1958–1959   | Bürgermeister Wilhelm Kruse     |
| 1959–1972   | Bürgermeister Richard Lüken     |

#### Ortsvorsteher
Im Zuge der Gemeindegebietsreform vom 1. Juli 1972 wurde Moordorf ein Ortsteil der Gemeinde Südbrookmerland. Erster ehrenamtlicher Bürgermeister der Gemeinde Südbrookmerland nach der Gebietsreform 1972 war für kurze Zeit Walter Bobka (Freie Wählergemeinschaft). Auf ihn folgte der ehemalige Bürgermeister von Moordorf Richard Lüken, der nach siebzehnjähriger Amtszeit 1989 aus dem Amt schied. Aus den ehemaligen Bürgermeistern wurden Ortsvorsteher. Für Moordorf wurde bis 1986 kein eigener Ortsvorsteher bestellt. Möglicherweise übte Lüken das Amt parallel zu seiner Tätigkeit als Bürgermeister aus.
| Amtsperiode | Ortsvorsteher     |
| ----------- | ----------------- |
| 1986–1996   | Ingeborg Kleinert |
| 1996–2001   | Peter Schallmaier |
| 2001–heute  | Stefan Kleinert   |

## Wirtschaft und Infrastruktur

### Wirtschaft
Moordorf ist das größte Wirtschaftszentrum der Gemeinde Südbrookmerland mit Marktplatz, Geschäften und Banken. Das Einzugsgebiet Moordorfs geht weit über die Ortsgrenzen hinaus. Produzierendes Gewerbe ist stärker in einem verkehrsgünstig an der Einmündung der B 72 in die B 210 gelegenen Gewerbegebiet im wenige Kilometer entfernten Georgsheil vertreten. Für das örtliche Gewerbe gibt es kleines Gewerbegebiet an der Kreisstraße 118. Die Landwirtschaft spielt nur noch eine geringe Rolle. Sie wird vornehmlich im Nebenerwerb ausgeführt. Ein gewichtiger Anteil der Bevölkerung findet nach wie vor im Volkswagenwerk Emden Arbeit. Insgesamt ist Moordorf ein Auspendler-Ort.

### Verkehr
In Moordorf treffen die B 72/B 210, die zwischen Georgsheil und Aurich auf derselben Trasse verlaufen, auf die Kreisstraße 118, die von Moordorf in Richtung des Hauptortes Victorbur führt. Eine weitere Kreisstraße führt von Moordorf in südliche Richtung nach Wiegboldsbur, eine dritte in nordöstliche Richtung in den Auricher Stadtteil Tannenhausen.
Die Ortsdurchfahrt von Moordorf und der weitere Verlauf der Bundesstraße bis Aurich zählen zu den am stärksten befahrenen Abschnitten der Bundesstraßen in Ostfriesland. Die enge Ortsdurchfahrt von Moordorf wird täglich von gut 17.700 Fahrzeugen benutzt. Davon ist jedoch ein nicht unwesentlicher Anteil Ziel- und Quellverkehr; Moordorf ist der zentrale Einkaufsort der Gemeinde Südbrookmerland. Um den Verkehrsfluss zu beschleunigen, ist die Ortsdurchfahrt bis 2009 ausgebaut und um Abbiegerspuren ergänzt worden.
Die nächstgelegene Autobahn-Anschlussstelle ist Emden-Mitte, wo die B 210 auf die A 31 (Emden-Bottrop) trifft.
Die 1967 geschlossene Bahnstrecke Abelitz–Aurich durch den Ort wurde 2008 wieder reaktiviert, ist bis dato aber nur für den Güterverkehr wieder erschlossen. Heute ist Moordorf durch Busverbindungen in den öffentlichen Nahverkehr eingebunden. Die nächstgelegenen Bahnhöfe befinden sich in Emden (Fernverkehr) und Marienhafe (Regionalverkehr).

### Bildung und Schulen

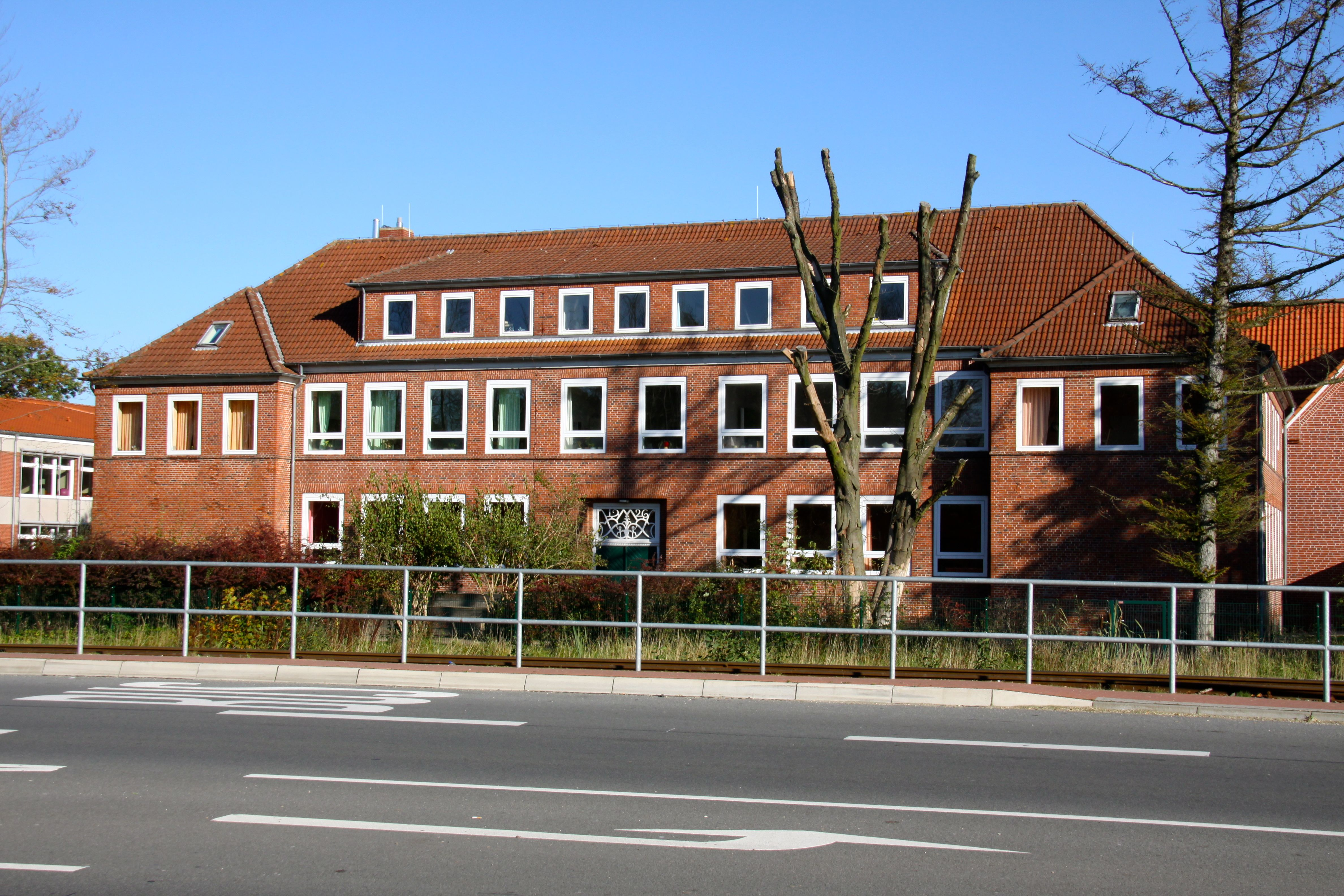
Die ehemalige Freie Waldorfschule Ostfriesland in Moordorf

Im Schulzentrum Moordorf befinden sich die Förderschulen mit dem Bereich Lernen (Hinnerk-Haidjer-Schule) und Geistige Entwicklung (Astrid-Lindgren-Schule).
Für die Grundschule wurde 1994 ein neues Gebäude an der Ringstraße errichtet. Im ehemaligen Grundschulgebäude an der Schultrift war seit Beginn des Schuljahres 2006/07 bis 2014 die Freie Waldorfschule Ostfriesland, die erste und bislang einzige ihrer Art in der Region untergebracht.
Die ehemalige Haupt- und Realschule Südbrookmerland in Moordorf wurde 2022 geschlossen. Vom Schuljahr 2017/18 an wurden keine Fünftklässler mehr aufgenommen. 2018 beschloss der Gemeinderat, in dem bald leerstehenden Gebäude künftig die Grundschule Moordorf unterzubringen. Das dann leerstehende Grundschulgebäude sollte sodann für die Kindertagesstätte des Deutschen Roten Kreuzes (DRK) in Moordorf umgebaut werden. Am 3. Oktober 2020 wurde der Ratsbeschluss jedoch durch einen Bürgerentscheid gekippt. Das dafür nötige Quorum wurde dabei nur knapp erreicht. In der Folge wurde beschlossen, dass die DRK-Kindertagesstätte zum August 2022 in das dann leerstehende Gebäude der Haupt- und Realschule ziehen soll. Seit der Schließung der Schule (2022) laufen die Umbauarbeiten. Genutzt wird dann aber nur ein Teil des Areals. Die anderen Gebäudeteile bezieht die Freie Christliche Schule Ostfriesland, die ihren Start nach den Sommerferien 2023 plant.
Gymnasiale Beschulung wird am Ulricianum in Aurich sichergestellt. Berufsbildende Schulen befinden sich in Aurich, Emden und Norden (die drei Schulen stimmen ihr Angebot aufeinander ab, so dass möglichst keine Doppelangebote entstehen). Eine Integrierte Gesamtschule befindet sich ebenfalls in Aurich. Die nächstgelegene Hochschule ist in Emden, die nächstgelegene Universität in Oldenburg.

## Religion

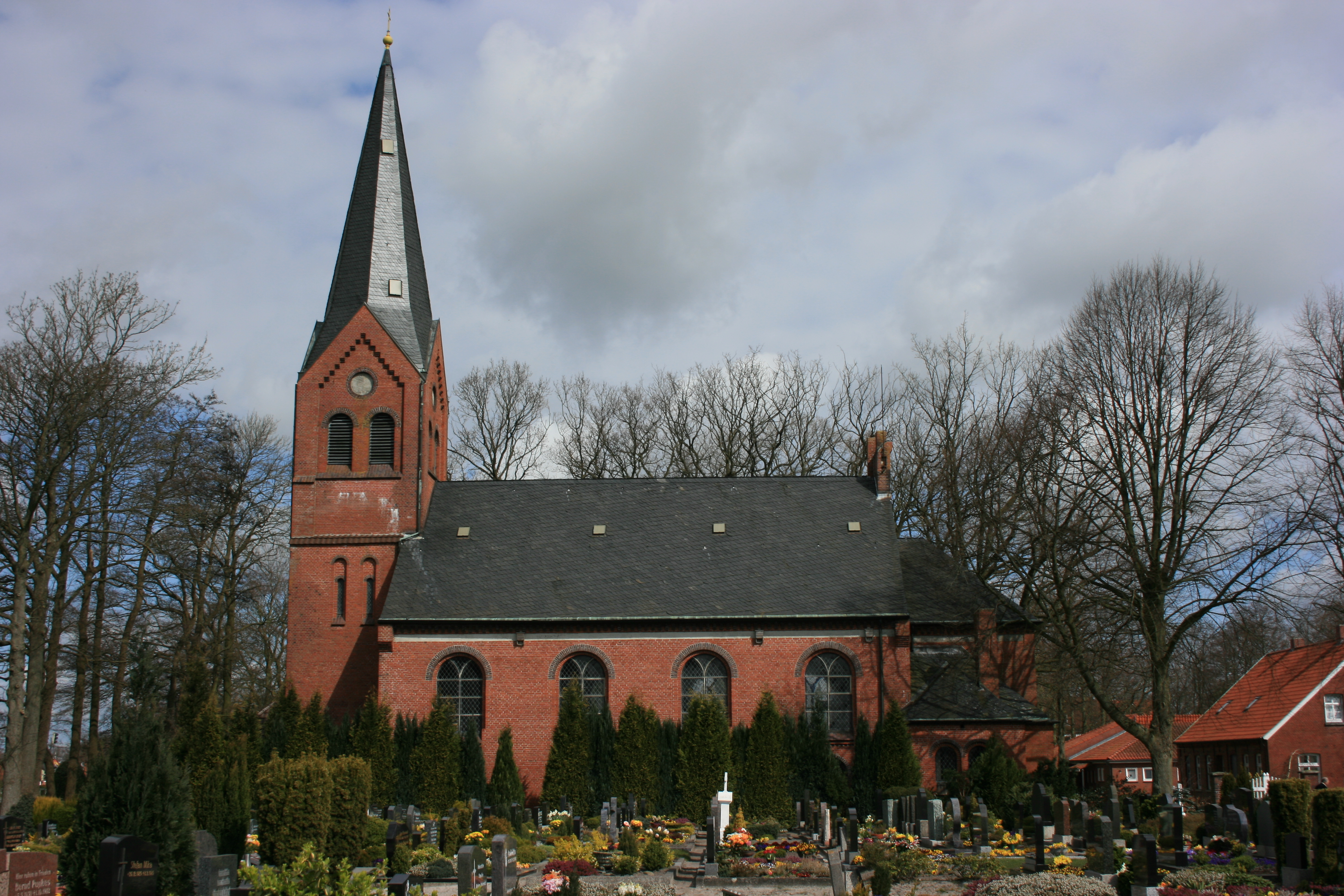
Martin-Luther-Kirche

Die überwiegende Mehrheit der Dorfbewohner ist evangelisch-lutherischen Glaubens. Von 1773 bis zur Gründung einer selbstständigen Kirchengemeinde im Jahre 1886 war Moordorf Teil der Kirchengemeinde Victorbur. Eine eigene Kirche hat der Ort seit 1893.
Friedhöfe gibt es jedoch erheblich länger. Bereits 1776 entstand auf den Ländereien der neu eingerichteten Schule ein erster Friedhof. 1895 wurde der Friedhof an der heutigen Kirche eröffnet. Bereits 1935 sollte er erweitert werden. Umgesetzt wurde dieses Vorhaben jedoch erst in den 1950er-Jahren.
Im Jahre 2011 hatte die Gemeinde rund 5.000 Mitglieder. Sie ist in zwei Pfarrbezirke unterteilt, die jeweils von einer Pfarrstelle in vollem Umfang versehen werden.
Statistiken über die Religionszugehörigkeit der restlichen Dorfbewohner liegen nicht vor. Die Zeugen Jehovas unterhalten in Moordorf einen Königreichssaal, der seit Herbst 2015 auch von der Auricher Gruppe genutzt wird. Das Gebäude wurde 1962 eingeweiht und 1975 sowie 2016 erweitert.

## Kultur und Sehenswürdigkeiten

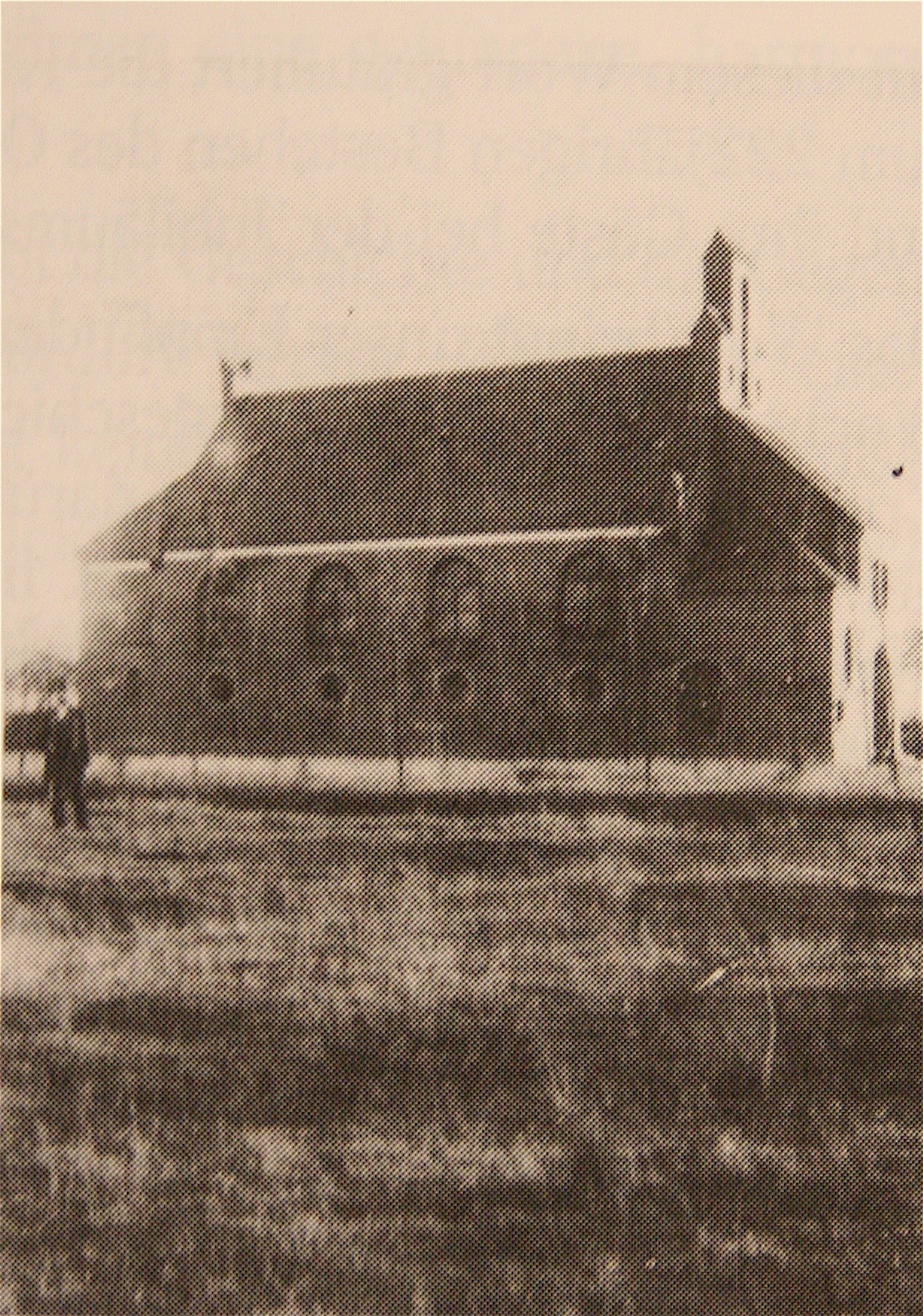
Die Moordorfer Kirche vor 1908 – noch ohne Turm

### Bauwerke und Museen
Das Moormuseum Moordorf beschäftigt sich mit der Moorkolonisierung. Als Museum der Armut hat es sich zur Aufgabe gesetzt, die schwierige Entwicklungsgeschichte des Ortes aufzuzeigen. Auf der drei Hektar großen Freifläche stehen mehrere nachgebaute Kolonistenhütten und -häuser, von nachgebauten Plaggenhütten der ersten Siedler über die Lehmbauten späterer Bewohner bis zu den Kolonistenhäusern, die teilweise bis in die 1960er Jahre das Ortsbild prägten.
Die Martin-Luther-Kirche wurde am Ende des 19. Jahrhunderts im neuromanischen Stil errichtet. Anfang der 1890er-Jahre begannen die Planungen für den Bau. Möglich wurde dies durch ein „großzügiges Gnadengeschenk“ des Kaisers in Höhe von 18.000 Mark. Damit war fast die Hälfte der Baukosten abgedeckt. Am 19. November 1893 wurde die Kirche geweiht. Der Altar ist ein Geschenk der Grafen von Wedel. Den Abendmahlskelch und die Patene stiftete Graf Edzard zu Innhausen und Knyphausen. Dr. Peters aus Berum übergab der Gemeinde eine Spende in Höhe von 100 Mark. Damit finanzierte die Gemeinde die Fenster im Chorraum. Weitere 200 Mark stiftete ein Unbekannter. Mit diesem Geld kaufte die Kirchengemeinde die Kronleuchter. Die Altarbibel ist ein Geschenk der Pfarrkonferenz Georgsheil.
1908 erhielt sie einen Glockenturm und zwei neue Glocken, von denen sich eine noch heute im Turm befindet. Von der Orgel, die 1895 von Johann Diepenbrock aus Norden gebaut wurde, sind noch das Gehäuse und zwei von insgesamt sieben Registern original. Die Firma Alfred Führer renovierte 1976 das Instrument von Grund auf. 1978 erfolgte eine grundlegende Renovierung der Kirche. Im Jahr 2005 wurde ihr der Name Martin-Luther-Kirche verliehen. Die Kirchengemeinde hat zwei volle Pastorenstellen, die sich auf zwei Pfarrbezirke verteilen.

### Sport
Größter Sportverein im Ort ist die Sport- und Gesundheitsgemeinschaft Moordorf e. V. (kurz: SG Moordorf), mit über 1000 Mitgliedern. Die SG Moordorf bietet ein breites Spektrum an Sportangeboten für alle Altersklassen, sowie speziellen Reha- und Gesundheitssport an. Der Fußballverein SV Ostfrisia Moordorf, der gegenwärtig 16 Mannschaften aufbieten kann, gehört mit 571 Mitgliedern ebenfalls zu den größten Vereinen im Ort. Der Boßelverein KBV Ostfrisia Moordorf feierte 2001 den 70. Jahrestag seines Bestehens. Er hat rund 250 Mitglieder. Daneben gibt es im Ort noch zwei Schützenvereine, einen Reitverein sowie mehrere Kleintierzuchtvereine.

### Kulinarische Spezialitäten
De Lüttje Moordörper ist ein „sanfter und süffiger Klarer, hergestellt für das Gebiet um Moordorf.“

### Spitznamen
Bis heute weit verbreitet sind in Moordorf Spitznamen für viele Familien. Während sie heutzutage meist hinter vorgehaltener Hand genutzt werden, waren sie lange Zeit notwendig, um die verschiedenen Familien auseinanderzuhalten. Häufig trugen sie nämlich nicht nur die gleichen Nach-, sondern einige Familienmitglieder auch die gleichen Vornamen. So kam der Name Hinrich Meyer laut Ortssippenbuch in den Jahren 1814 bis 1864 bereits 13 Mal in Moordorf vor. Wegen des Brauchs, dem erstgeborenen Sohn den Namen des Großvaters zu geben, stieg die Zahl bis 1965 auf 45 an. Die richtige Person zu finden war manchmal schwer. In der Patientenkartei eines Moordorfer Landarztes waren viele der „Schimpnamen“, wie die Spitznamen in Moordorf auch genannt werden, vermerkt. Eine Liste mit 52 dieser Spitznamen liegt im Niedersächsischen Landesarchiv unter Verschluss. Beispiele für solche Namen sind Billig Jakob, Bohntje, Bottermors, Bumms, Dicke Radi, Delli, Heringsmeyer, Muusslachter, Ruugfröst, oder Schlippke. Meist bezogen sich die Namen auf den Beruf, das Aussehen, oder Charaktereigenschaften.

## Persönlichkeiten
- Hermann Bontjer, (1939–2014), ehemaliger SPD-Landtagsabgeordneter im niedersächsischen Landtag.
- Albert Meyer (1895–1981), Vorsitzender der KPD-Ortsgruppe Moordorf und Mitglied des Auricher Kreistags bis 1933. Nach dem Krieg wurde er zum städtischen Beigeordneten ernannt und war Angestellter der Kreisverwaltung für die Betreuung von Flüchtlingen und die Entschädigung ehemaliger KZ-Gefangener. 1946 bis 1947 war er Gemeindedirektor in Moordorf, später Kreissekretär der KPD. Er wurde in den Kreistag gewählt, dessen Mitglied er bis 1953 blieb.[6]
- Jobst Schaefer (1912–2002), Kreistags- (1952–1980) und Landtagsabgeordneter (1959–1963) für die CDU.
- Herbert Schnoor, (1927–2021) Innenminister a. D. des Landes Nordrhein-Westfalen, aufgewachsen in Moordorf.[38]